# Gastronomía de Salta
La gastronomía de Salta es una mezcla de tradiciones que combinan diferentes culturas, tanto andinas como españolas e indígenas, surgidas posteriormente en  Argentina y más propiamente en la región, gastronomía que la han influenciado considerablemente dando lugar a una gran variedad de platos nutridos y sabrosos.
Popular y distinguida, la gastronomía salteña se destaca en  Argentina por su gran variedad y tradición siendo, hoy en día, una de las más buscadas y consumidas.
La provincia, con una alta producción en Argentina de legumbres y hortalizas (las que se producen todo el año), se organizan anualmente eventos culinarios tanto en la capital como en el interior provincial.

## Gastronomía salteña con origen andino
- Locro: (del quechua ruqru o luqru) es una suerte de guiso a base de zapallo, porotos y maíz. En Salta, se lo prepara generalmente con chorizo colorado, tocino, carne fresca y vísceras como la tripa gorda o el chinchulín de vacuno. Opcionalmente se le adiciona carne de cerdo, denominándolo como “locro pulsudo” (con “patita” y “cuerito” de cerdo).

Su cocción es a fuego lento durante varias horas y al momento de servirse en el plato, se corona el locro con una cucharada de grasa pella derretida con pimentón y ciboulette picado.
 Nota: erróneamente en Salta se denomina al ciboulette como cebolla verde.
- Tamal: (del náhuatl tamalli, que significa envuelto)[5] es una comida de origen andino, preparada con harina de maíz, envuelta y cocida en sus propias hojas (chala). En Salta es preparada con cebollas rehogadas en grasa de pella bien condimentada, ají y carne vacuna, cerdo o charqui y se cocina en olla con agua hirviendo y sal.

Diferentes autores hacen referencia que en la época prehispánica el tamal no solo era una comida popular sino también de los nobles y sacerdotes en ceremonias especiales de ayuno. La evidencia arqueológica muestra al tamal como parte de la vida cotidiana incaica, el que además se utilizaba en rituales religiosos, en ofrendas y tumbas.
Anualmente en el mes de julio, en la localidad de Chicoana, Argentina realiza su Fiesta Nacional del Tamal.

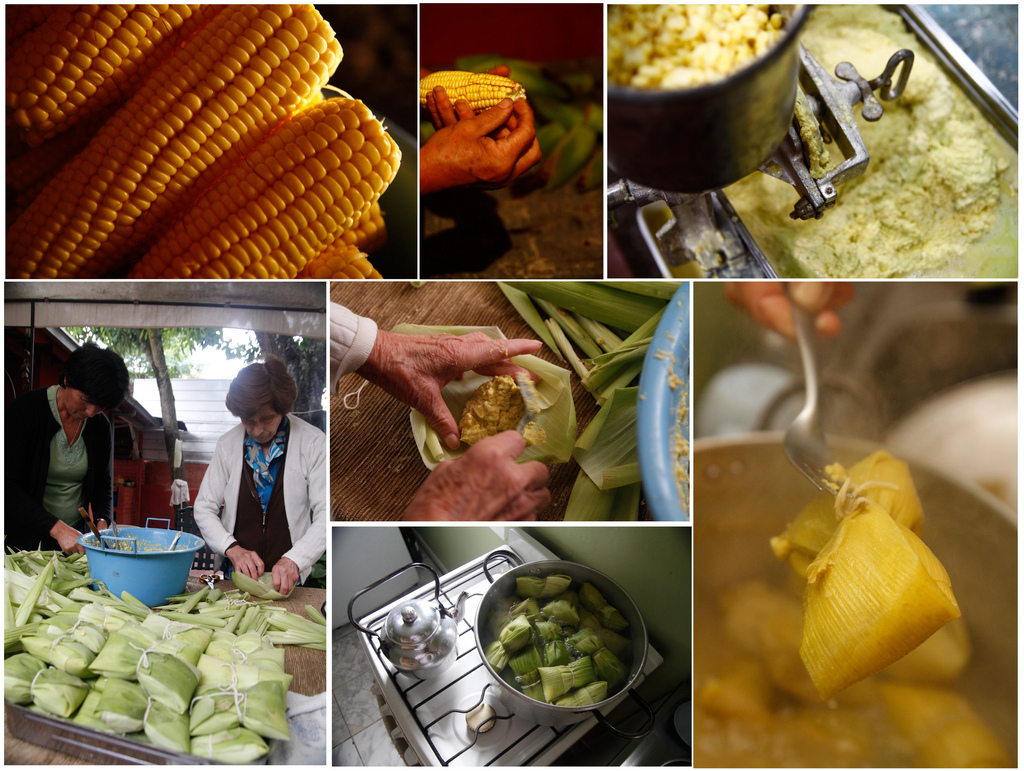
Pasos en la preparación de las humitas.

- Humita en chala: humita o huminta (del quechua: jumint'a) es un alimento de origen andino; consiste básicamente en una pasta o masa de maíz (maíz molido, rallado o triturado) levemente condimentada, envuelta en las propias hojas (chala) y cocida en olla con agua hirviendo y sal.

Previo a su envoltura, a la símil pasta se le adiciona trozos de queso, albahaca, zapallo, leche y cebollas rehogadas en grasa de pella (opcionalmente se incluye: morrón y queso de cabra, típicos de la región).
A diferencia del tamal, la humita es condimentada en menor medida y no se le agrega ningún tipo de carne.
Debido a que el choclo (maíz) es de un sabor dulce se ofrecen dos variedades de humita: saladas y dulces.
 Nota: tanto en la humita como en el tamal su envoltura de hojas no se consumen.
- Guatia: asado de varios cortes de carne, envueltos en cuero, que se cuece bajo tierra. Es en la localidad de El Jardín donde Salta festeja anualmente en el mes de marzo su Festival provincial de la Guatia.

- Chicha:[7] proviene de una voz aborigen (kuna chichab) que significa maíz. Es una bebida derivada principalmente de la fermentación no destilada del maíz, muy difundida por pueblos originarios desde épocas prehispánicas solo en aborígenes sedentarios, ya que fue necesario cultivar el maíz y que no sería posible con continua migración. De origen incaico su uso era ceremonial y solo para festividades; fue considerada como “el elixir de los incas”.

De sabor suave y de no muchos grados alcohólicos, fue y es elaborada de forma artesanal, la que se deja fermentar en tinajas o vasijas de barro cocido. De su elaboración se encargaban solo las mujeres ancianas que tenían gran experiencia y sabían darle el punto adecuado.
Hasta muy entrada la colonia española, la chicha de maíz fue la principal bebida alcohólica producida en el país y, en el siglo XX, fue la bebida preferida de los aborígenes del norte argentino. En Salta aún sigue siendo una bebida de producción casera no industrializada y su preparación y consumo se encuentra aún en vigor, la que se consume principalmente en fiestas tradicionales como el entierro o desentierro del carnaval o durante la celebración de la Pachamama; en festividades religiosas como el día de todos los santos y de los fieles difuntos; y, más específicamente en la puna, en eventos especiales como la inauguración de una casa (flechada) y la marcada de animales (señalada).
Anualmente en el mes de marzo, en la localidad de La Caldera donde persiste la fabricación ancestral, Argentina realiza su Fiesta Nacional de la Chicha.
- Chilcán: es una bebida a base de harina de maíz. Primeramente se la realizó solo con harina de maíz tostado y agua hervida; posteriormente y con el tiempo se le agregó la azúcar tostada y leche reemplazando el agua.

- Aloja (bebida):[10] utilizada por aborígenes del norte y región chaqueña de Argentina, aún hoy está vigente.. Es una bebida alcohólica a base de la fermentación del fruto del algarrobo, chañar y otros frutos silvestres. Los matacos la preparaban fermentando la algarroba y endulzándola con miel silvestre, mientras que los tobas la bebían en los cráneos de sus enemigos cortados a modo de vasos.[11]

- Añapa: preparación dulce a base de algarroba molida y leche que se consume a modo de postre.

- Patay:[12] pan a base de harina de algarroba (fruto del algarrobo).

- Arrope:[13] de origen quechua, es un almíbar muy dulce de pulpa y jugos de frutas como la tuna, chañar y el algarroba. Posee consistencia de jalea y se lo utiliza como acompañamiento para el queso de cabra.

### Otros productos y comidas
Otros alimentos de origen andino a base de maíz y/o zapallo que pueden degustarse son: el pastel de choclo, pastel de papa, la carbonada, el frangollo similar a una sopa que se realiza con granos de maíz (choclo) quebrado o molido y el Anchi, que es un postre a base de sémola de maíz, azúcar y jugo de limón (se sirve con cáscaras de naranja o limón, pelones y/o pasas de uvas). 
También, pueden encontrarse, en diferentes recetas y comidas, productos netamente andinos como:
- Charqui o charque:[14] del quechua ch'arki, es un tipo de carne deshidratada cubierta con sal y secada al sol. Esta técnica fue utilizada por aborígenes para conservar la carne por períodos prolongados. Inicialmente era utilizada para carnes de camélidos como el guanaco o la llama, aunque el charqui puede prepararse casi con cualquier carne; a lo largo de los siglos y con la llegada de los españoles tomó más importancia el charqui de carne vacuna, quienes fueron los que importaron los animales a América, aunque también puede encontrarse la "chalona" denominando así al charqui de cordero u oveja.

- Quínoa: Al igual que la papa, fue uno de los principales alimentos de los pueblos andinos. Se cree que se empleó también para usos cosméticos.

- Kiwicha: del quechua kiwicha, fue también conocida y utilizada por los pueblos originarios.

- Porotos: llamados tarwi o tarui, eran utilizados para la realización de guisados en algunas de sus fiestas; se consumían frescos o secos. En la actualidad una de las variedades más antiguas llamada “pallar” continúa cultivándose en valles y quebradas del noroeste.

- Papas: tubérculo de neto origen sudamericano al igual que la batata y la oca, eran el alimento básico de las poblaciones andinas. Los incas cultivaron y cosecharon hasta 200 especies de papas, que se diferenciaban por el color y el tamaño, aunque no todas se conocieron en Salta.

- Ají: ingrediente importante en comidas de las culturas andinas con que se condimentaban casi todas las viandas. Se encuentran ajíes dulces y picantes, entre los que se destacan el locoto (verde o rojo), el quitucho y balines; con una variedad se realiza el pimentón que saboriza y colorea muchas preparaciones.

- Hoja de coca: considerada como la hoja sagrada de los incas es utilizada para infusiones o simplemente como “acullico” que se mantiene en la boca. Si bien en Argentina el cultivo de la planta de Coca está prohibido, no así su consumo y tenencia que está reglamentado bajo Ley 23.373.

El Turrón Salteño también es una de las típicas comidas de Salta principalmente se vende en la época de frío

## Productos regionales típicos de Salta
- Maíz flint: originario del noroeste argentino se destacan los maíces flint de catetos amarillos, anaranjados o colorados. El maíz flint es una variedad de maíz con granos duros; es el tipo de maíz preferido para hacer sémola de maíz, un alimento básico en las Américas desde épocas precolombinas.

- Cayote: herbácea rastrera cuyo fruto (similar a una sandía) es utilizado para realizar dulce. Esta planta no es difícil encontrarla en estado silvestre en las zonas altas (1000 a 3000 m s. n. m.) y templadas del continente americano. En Salta, su dulce es servido como postre y es acompañado con nueces. El dulce de cayote es utilizado también como relleno para hacer empanadas de dulces de cayote o más conocidas como “empanadillas” (blanqueada con clara de huevo y azúcar batidos y que a diferencia de las saladas, estas se comen frías) y  para bombones de dulce de cayote. Este dulce se acompaña también con higos en almíbar o quesillo.

- Cuaresmillo (Prunus persica): es una variedad de durazno o melocotón pequeño muy sabroso, difundido en el norte argentino y que curiosamente crece en temporadas distintas según los microclimas en que se encuentra. Debido a que en Salta es el más tardío toma su nombre por su época de cosecha, la cuaresma.

Pequeño, poco carnoso y de pulpa lisa, se realiza con él un dulce regional de fruto entero. Se lo cocina siempre con el carozo y no se consume fresco por tener poca carne y poco sabor, 
La fruta en almíbar es ideal para degustarlo con quesillo; se cuece largo tiempo en almíbar hasta lograr un jugo denso, entonces el cuaresmillo se vuelve dorado o más oscuro según el punto de cocción. 

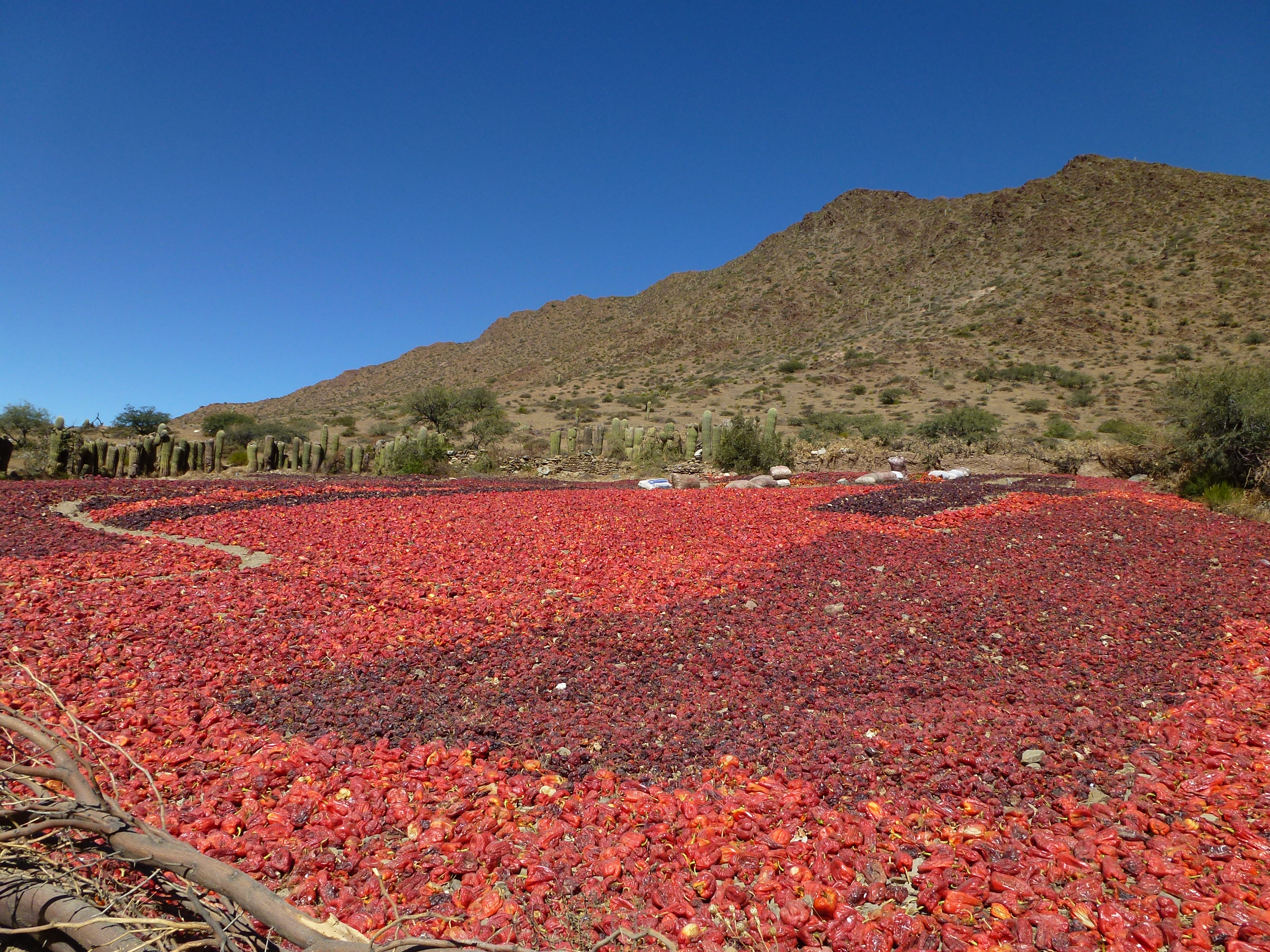
Pimientos para pimentón secándose al sol en Cachi.

- Pimentón del valle (dulce o picante): en la Argentina, la producción nacional de pimiento dulce que se utiliza para la elaboración del pimentón se encuentra concentrada en la región noroeste (alto Valle Calchaquí y algunas zonas del Valle de Lerma) más específicamente en las localidades de Cachi, Molinos, Cafayate y Angastaco en la provincia de Salta. De un color rojo intenso, la producción está a cargo de pequeños productores que lo cosechan manualmente, realizan el secado al sol de forma artesanal en solares naturales utilizando terrenos de altura, los que luego entregan el producto a acopiadores para su molienda y comercialización. Este producto es un condimento principal de la empanada salteña que le agregan sabor, ya que es netamente natural sin agregado de colorantes sintéticos. Denominado también por los españoles como "paprika" o "chile" por las culturas precolombinas.

- Chirimoya: del quechua chirimuya, es una especie de árbol perteneciente a la familia de las annonáceas nativa de América del Sur que crece en zonas altas (1000 a 2000 m s. n. m.) y tropicales del continente.

- Yacón: del quechua llaqum o yacu, es una planta originaria de zonas altas y templadas del continente Americano cuyo tubérculo puede consumirse como fruta cruda o en jugo. Puede conseguirse también diferentes productos entre los que encontramos jaleas, escabeche, hebras, caramelos o simplemente deshidratado. El Yacón fue utilizado por los incas en celebraciones religiosas.

- Miel de caña:  La miel de caña se obtiene de la caña de azúcar (planta traída a América por los españoles), con la que se elaboran posteriormente los alfeñiques  (o caramelos de miel de caña), turrones de caña (o turrón salteño), la chancaca y los terrones de azúcar (también conocido como "tableta de miel de caña" o "pan de azúcar"), productos artesanales que se encuentran en muchas localidad de la región por ser Salta, Jujuy y Tucumán las provincias argentinas productoras de la caña de azúcar. En ellas pueden verse fácilmente grandes extensiones de cañaverales plantados.[15]

Su miel es utilizada en postres regionales y como acompañamiento de postres dulces como los buñuelos.
También, como productos derivados del azúcar y muy extendido comercialmente, pueden verse vendedores ambulantes de manzanas (manzanas confitadas o acarameladas), quinotos confitados, maníes (garrapiñadas) y algodones de azúcar.

### Quesos

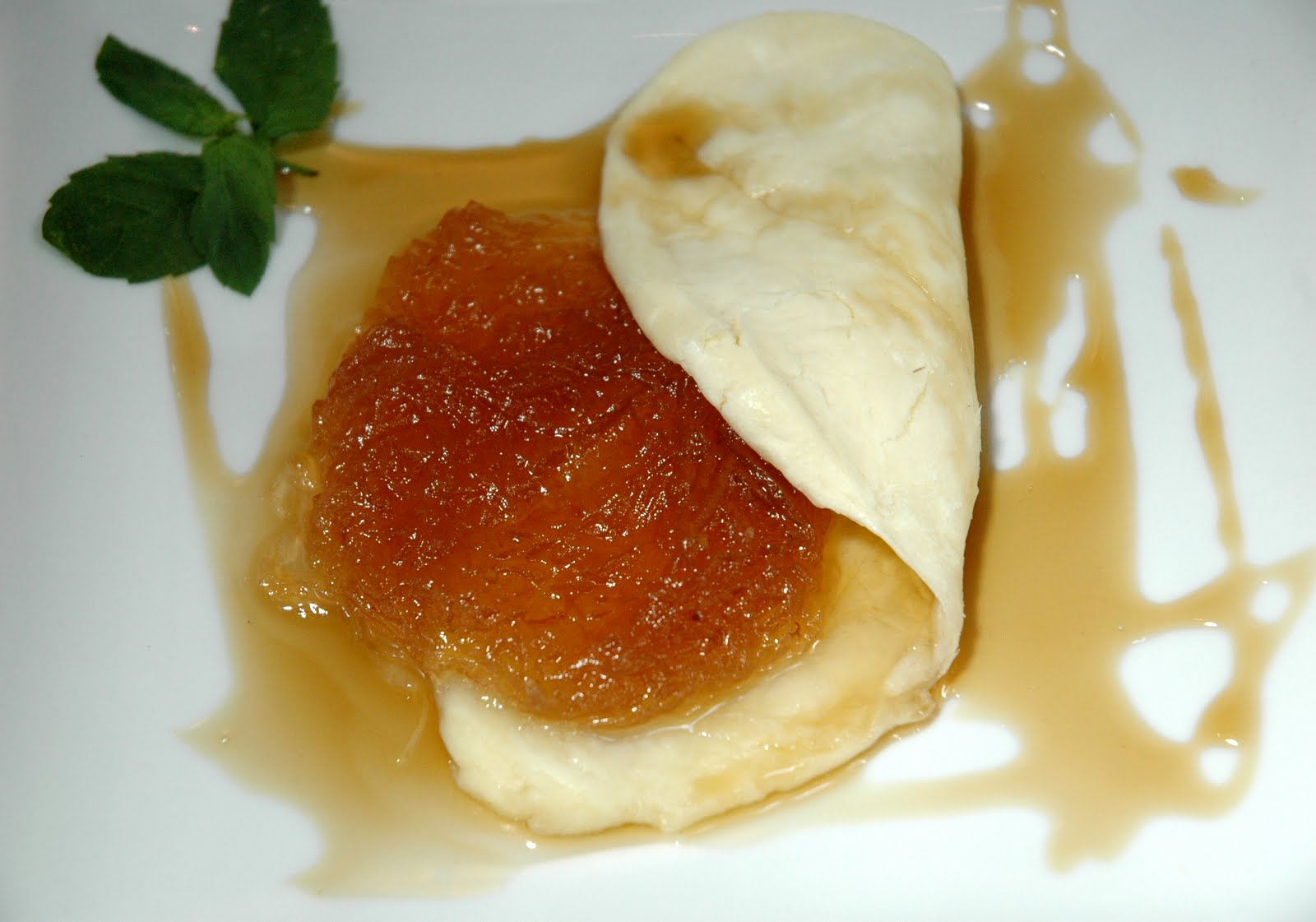
Quesillo artesanal acompañado con dulce de cayote, nueces y miel de caña. Postre típico en la provincia de Salta.

- Quesillo: El quesillo es un producto que se produce y encuentra en los Valles Calchaquíes y el Valle de Lerma; su origen se remonta a la conquista española donde se combinan productos y costumbres europeas y recetas criollas tradicionales. Realizado de forma artesanal con leche de vaca o cabra mediante un proceso de elaboración conocido como "filado" o hilado responsable de otorgarle al producto sus características particulares y distintivas. No se madura, es un queso fresco que se envasa y se puede consumir inmediatamente. No posee corteza; se presenta en planchas elongadas y planas (30-60 cm de largo y 10-15 cm de ancho) y se sirve como postre acompañado con miel, miel de caña o con dulce de cayote y nueces.[16]

- Queso de cabra: de gran calidad y sabor particular, logra exportarse a mercados internacionales. Existen diferentes tipos de quesos: blandos, semiblandos y duros para rallar; se encuentran también variedades como el ahumado, con albahaca, orégano, provenzal o ají. Se ofrecen además productos derivados del proceso como la manteca o la ricota.

Es posible visitar los establecimientos que lo elaboran y comercializan pudiéndose conocer y aprender paso a paso cada una de sus técnicas.

## Infaltable y siempre presente

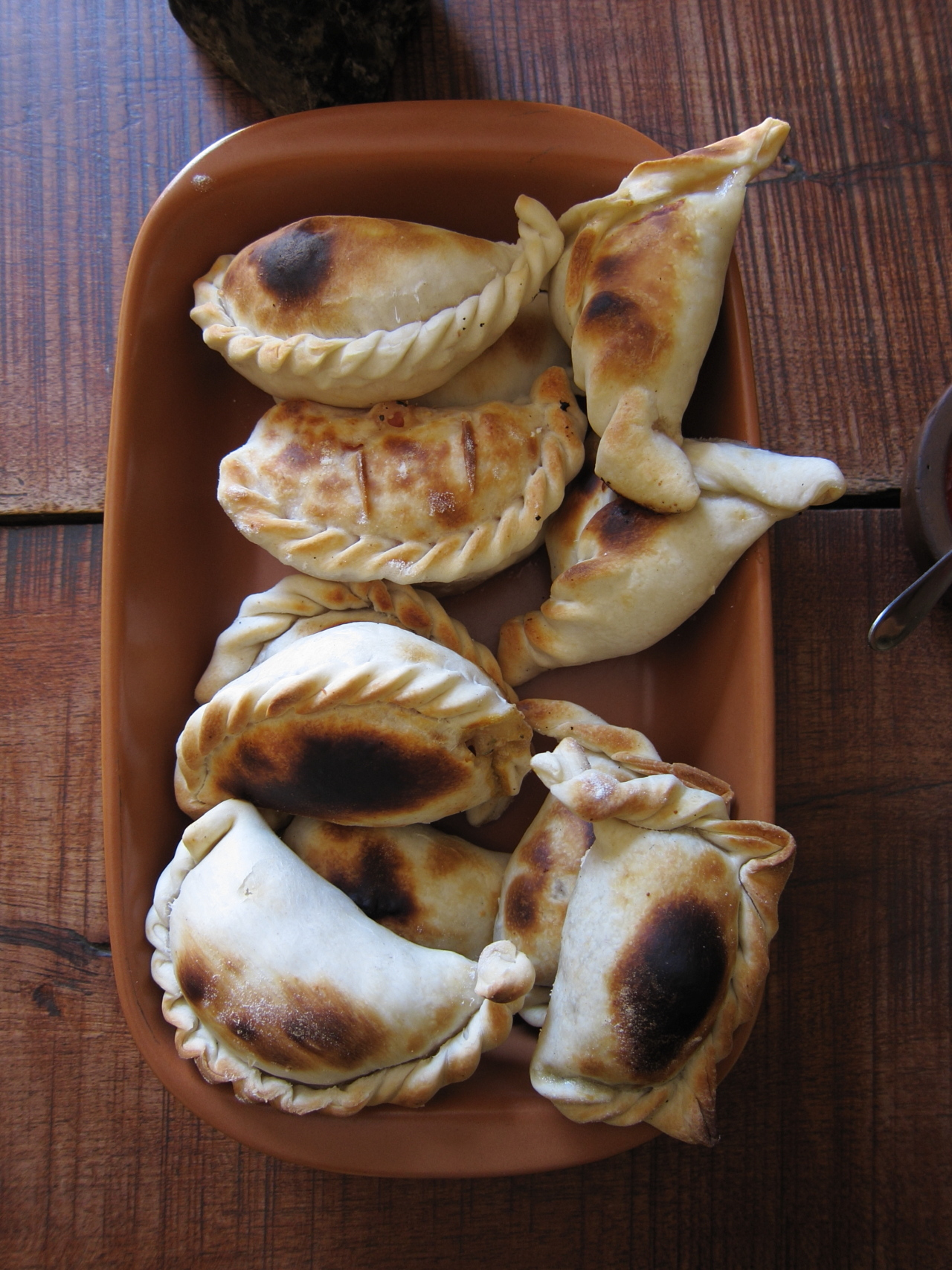
Empanadas salteñas.

- Empanada salteña: elaborada con carne magra argentina cortada a cuchillo, papa, ciboulette, huevo duro, morrón, cebolla y condimentada con pimentón del valle, son cocidas en horno de barro o fritas en grasa de pella, al fuego y en ollas de hierro o Caldero. Opcionalmente se le agregan arvejas, aceitunas y/o pasas de uvas.

Es en el año 2003, que por ordenanza n.º 7117 del 29 de octubre del Concejo Deliberante de la ciudad de Salta, se fija el día 4 de abril como el Día de la empanada salteña.
 Nota: erróneamente en Salta se denomina al ciboulette como cebolla verde. 
- Vinos salteños: la vitivinicultura, de larga tradición en la provincia de Salta[20] y con gran crecimiento en los últimos años, ha logrado excelentes vinos de alta calidad reconocidos tanto en los mercados como en concursos internacionales.[21][22][23]

Debido a la altura de sus viñedos le conceden al vino un gran carácter, fuerte personalidad y alta calidad con fragancias, coloridos y sabores únicos.
El vino insignia es el Torrontés, que en las alturas salteñas adquiere una manifestación exclusiva, frutada y aromatizante. No obstante, en los últimos años, el enorme desarrollo de la vitivinicultura provincial añadió otras cepas, como Malbec, Cabernet Franc, Cabernet Sauvignon, Tannat, Bonarda, Syrah, Barbera y Tempranillo.

## Otras carnes locales
Siguiendo recetas tradicionales, pueden degustarse diferentes carnes y pescados como:
- Llama.
- Alpaca.
- Cabrito (o chivito) a la leña.
- Pescados de la región tales como el: Armado, Bagre (amarillo y blanco), Bocacha, Boga, Carpa, Dentudo, Mojarra, Pacú, Palometa, Patí, Pejerrey, Robal, Surubí (pintado y atigrado), Yusca y Dorado (criado en cautiverio debido a que la pesca se realiza solo con devolución para proteger la especie en la región).

## Costumbres locales

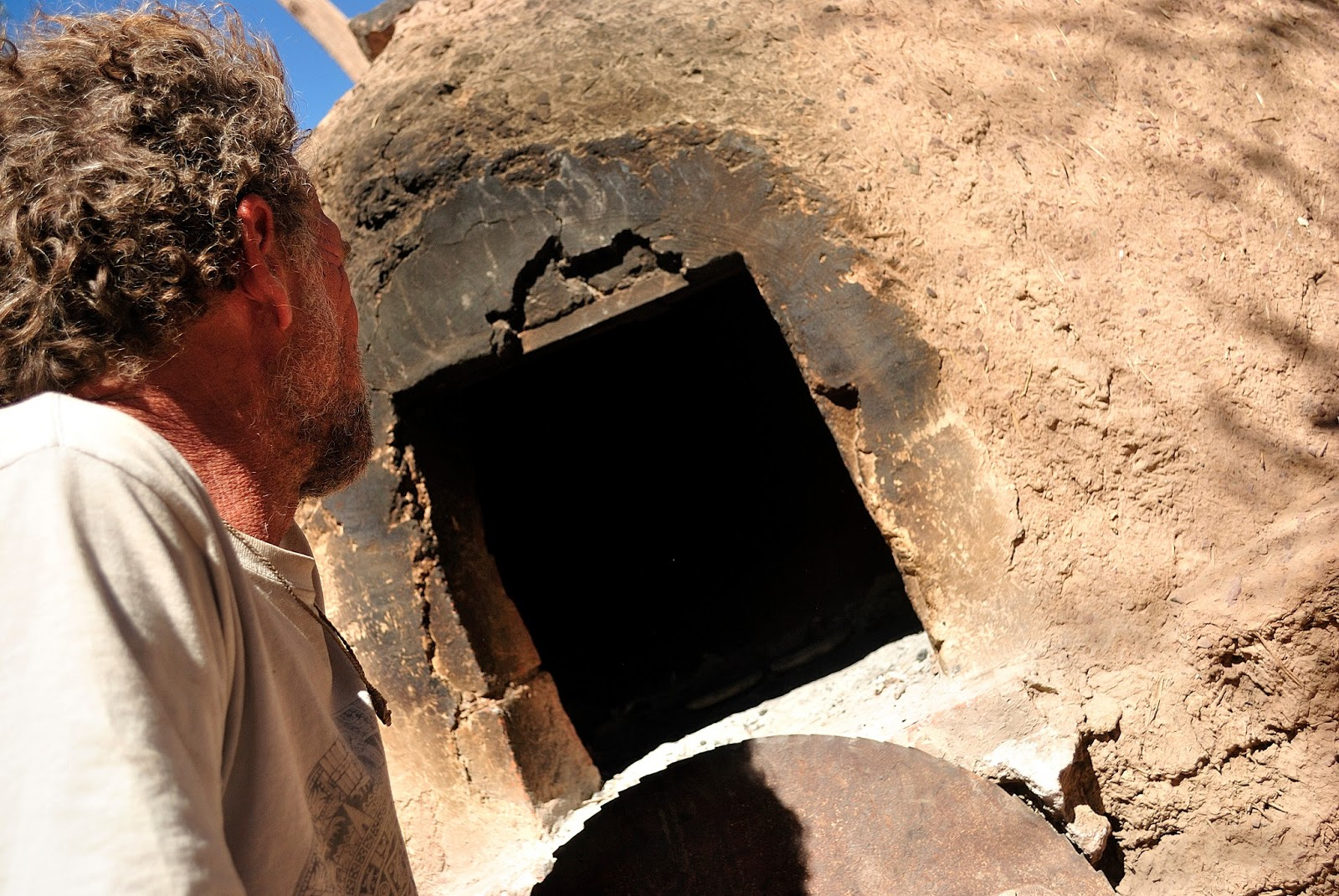
Horno de barro.

En diferentes localidades y muy de costumbre del campo argentino, puede verse con facilidad a vendedores callejeros que preparan “tortillas a la parrilla” (tortillas al rescoldo); 
Se ofrecen también panes caseros más conocido como “bollo al horno” (con o sin chicharrón), que son cocinados en "horno de barro" campestre, moldeado en forma de domo semicircular y realizado con barro o adobe.  Este pan con corteza gruesa y tostada y una miga esponjosa, similar a la hogaza española, es una de las diversas variedades de "pan casero argentino"; en muchos casos puede incluirse en su miga pequeños trozos de chicharrón (pequeños trozos de grasa cocinada) que le añaden gusto y calorías al pan, y se llaman tortitas con chicharrones o tortón con chicharrones y son un dulce criollo de herencia española.
Ambos panes son populares y muy consumidos, en especial para acompañar el mate a la hora de la merienda, el que se acompaña con hierbas aromáticas locales.
Posteriormente y con el tiempo surgen otros productos con recetas más elaboradas y muy destacadas como la pasta real salteña, rosquetes, turrones y los gaznates (o alfajores), entre otros, así también atractivos platos como el risotto de quinua, yacón flambeado al vino tinto, jamón o lomo de llama a la naranja o en brochet, milanesa de quesillo, provoleta de cabra, salame y/o lasagna de llama, empanadas de charqui, etc.

## Comida argentina
En todos los restaurantes de la provincia, se ofrece también la típica comida argentina donde no falta el muy conocido  asado argentino, el bife de chorizo y los churrascos que se acompañan con chimichurri y/o salsa criolla. También las picadas y los típicos postres con dulce de leche u otros como el alfajor, la pastafrola, mazamorra, el pastel de fruta o el vigilante (dulce de batata o dulce de membrillo con queso).
También, como "comida rápida" al paso y de venta callejera, podremos encontrar los sándwich de miga y el popular choripán, típicos de Argentina.

## Influencias y costumbres arraigadas
Debido a la influencia de la religión católica, se acostumbra para Semana Santa (fechas en que la iglesia católica prescribe la abstención de carne) la realización de humitas en chala; también, aunque en menor escala, empanadas de vigilia o consumo de pescados de la región.
Influenciado por costumbres andinas para las fiestas de carnaval y días especiales como el de la Pachamama, es cuando puede encontrar y degustarse la chicha de maíz. 
También, y muy tradicional, es la realización del locro para el 1.º de mayo (Día del Trabajador). Posteriormente, extendiéndose a todo el país se hizo costumbre su consumo masivo en fechas patrias como el del 9 de julio, día de la independencia argentina.
Como costumbre y muy arraigado al momento de beber, es generalizado el ritual del "convite" como ofrenda a la Pachamama. Consiste en dejar caer al piso (desde el vaso que se tiene en la mano) una pequeña porción de lo que comenzará a beberse.
Por último, el 1.º de noviembre Día de los Fieles Difuntos se conmemora el Día de muertos con costumbres muy similares a las de Mesoamérica donde el sincretismo mezcló también las tradiciones europeas con las prehispánicas; se acostumbra armar una mesa con comidas y bebidas típicas como ofrenda a familiares y/o personas cercanas difuntas, las que luego se ofrendarán a la pachamama previa celebración de un discreto oficio religioso cristiano.